# Azumi (filme)
Azumi é um filme japonês baseado no mangá de mesmo nome, e o filme estreou no dia 10 de maio de 2003 e dirigido por Ryuhei Kitamurae estrelado por Aya Ueto.

## Sinopse
Azumi é uma criança,orfã de guerra,que é adotada por um samurai que tinha como missão treinar jovens assassinos. Após 8 anos de treinos num local isolado, Azumi e outros 5 jovens saem para cumprir seu destino como assassinos, com o intuito de matar outros 3 poderosos shoguns.

## Elenco
- Aya Ueto .... Azumi
- Joe Odagiri .... Bijomaru Mogami
- Shun Oguri .... Nachi
- Hiroki Narimiya .... Ukiha
- Kenji Kohashi .... Hyuga
- Takatoshi Kaneko .... Amagi
- Yuma Ishigaki .... Nagara
- Yasutaka Sano .... Yura
- Shinji Suzuki .... Awa
- Eita Nagayama .... Hiei
- Shogo Yamaguchi .... Komoru
- Kazuki Kitamura .... Inoue, Kanbe'e
- Kenichi Endo .... Sajiki Isshin
- Kazuya Shimizu .... Sajiki Nisai
- Ryo Osowareru .... Haha-Oya
- Yoshio Harada .... Gessai
- Masatō Ibu .... Nagamasa Asano
- Minoru Matsumoto .... Saru
- Aya Okamoto .... Yae
- Hideo Sakaki .... Nagato
- Naoto Takenaka .... Kiyomasa Kato